# Regards Citoyens
Regards Citoyens est une association française fondée en 2009 qui vise à promouvoir l'ouverture des données publiques et valoriser les institutions démocratiques françaises en créant des applications web qui se basent sur la réutilisation de données publiques et sont republiées sous la forme de logiciels libres.
L'association est à l'origine de plusieurs projets, en particulier NosDéputés.fr et NosSénateurs.fr.

## Présentation
L'association est fondée en 2009, par Benjamin Ooghe-Tabanou, Tangui Morlier, Brice Person et Jean-Baptiste Gabellieri,,. En janvier 2011, l'association regroupe une dizaine de bénévoles. Elle se définit elle-même comme une association destinée à « proposer un accès simplifié au fonctionnement des institutions démocratiques à partir des informations publiques ». Elle est par ailleurs perçue comme « une référence de la transparence politique en France ».

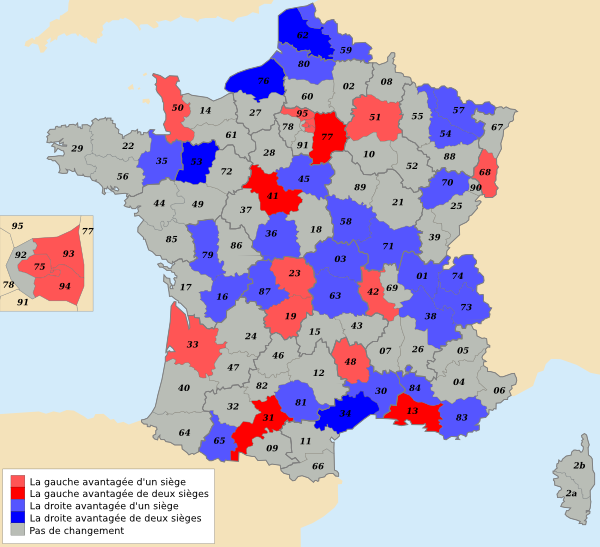
Carte émise par Regards Citoyens, évaluant l'impact politique du redécoupage électoral en 2009.

En septembre 2009, est lancée l'initiative NosDéputés.fr qui vise le regroupement de l'ensemble des données publiques relatives aux activités de l'Assemblée nationale et en particulier celles de ses députés ; à partir de décembre 2009, le site permet aux internautes de commenter les articles de la proposition de loi émise par le député Jean-Luc Warsmann, traitant de la simplification du droit,. Les données ouvertes collectées puis analysées ont également permis l'élaboration d'études indépendantes, par exemple celle relative au découpage électoral.
En 2010, dans le cadre du suivi des débats relatifs à Loppsi 2, l'association lance Gazouiller depuis l’hémicycle qui consiste à rendre compte des échanges parlementaires, via Twitter. Ce projet de loi a particulièrement retenu l'attention de l'association, notamment dans ses conséquences inhérentes à l'Open Data.
En septembre 2011, est lancé NosSénateurs.fr sur le modèle de NosDéputés.fr. En 2012, l'association couvre l'élection présidentielle en direct, en basant ses publications sur des données ouvertes. En 2013, l'association a également lancé le projet NosDonnées.fr, qui constitue un catalogue librement utilisable de jeux de données ouvertes normalisées au format CSV ; ces jeux de données sont donc librement utilisables pour analyse par les internautes.
En 2014, Regards Citoyens met en ligne le site NosFinancesLocales.fr, qui présente une petite partie des données comptables des communes françaises stockées sur NosDonnées.fr, accessibles à travers une douzaine de cartes. Le site permet entre autres de comparer les données d'une ville avec les moyennes en France, sur une échelle de temps modulable. 
En mai de la même année, l'association présente en collaboration avec le médialab de Sciences Po le site LaFabriqueDeLaLoi.fr, qui permet à l'utilisateur d'explorer l'évolution de quelque 290 textes de loi votés tout au long du processus législatif. Il est possible de consulter la chronologie de la navette parlementaire, de voir les modifications votées par les parlementaires à chaque étape, d'y comparer les amendements déposés ou encore de parcourir les interventions à chaque étape de discussion.